# Kosovo je Srbija
"Kosovo je Srbija" (em sérvio:  Косово је Србија, em português: Kosovo é Sérvia) é um slogan usado popular na Sérvia desde 2004, popularizado como uma reação a Declaração independência do Kosovo em 17 de fevereiro de 2008, vista como ilegal pela Sérvia. O slogan foi usado em séries de protestos, aparecendo em camisetas e grafites e sendo colocado em sites de instituições kosovares por hackers em 2009. O slogan é usado por sérvios e apoiadores em todo o mundo.

## Protestos

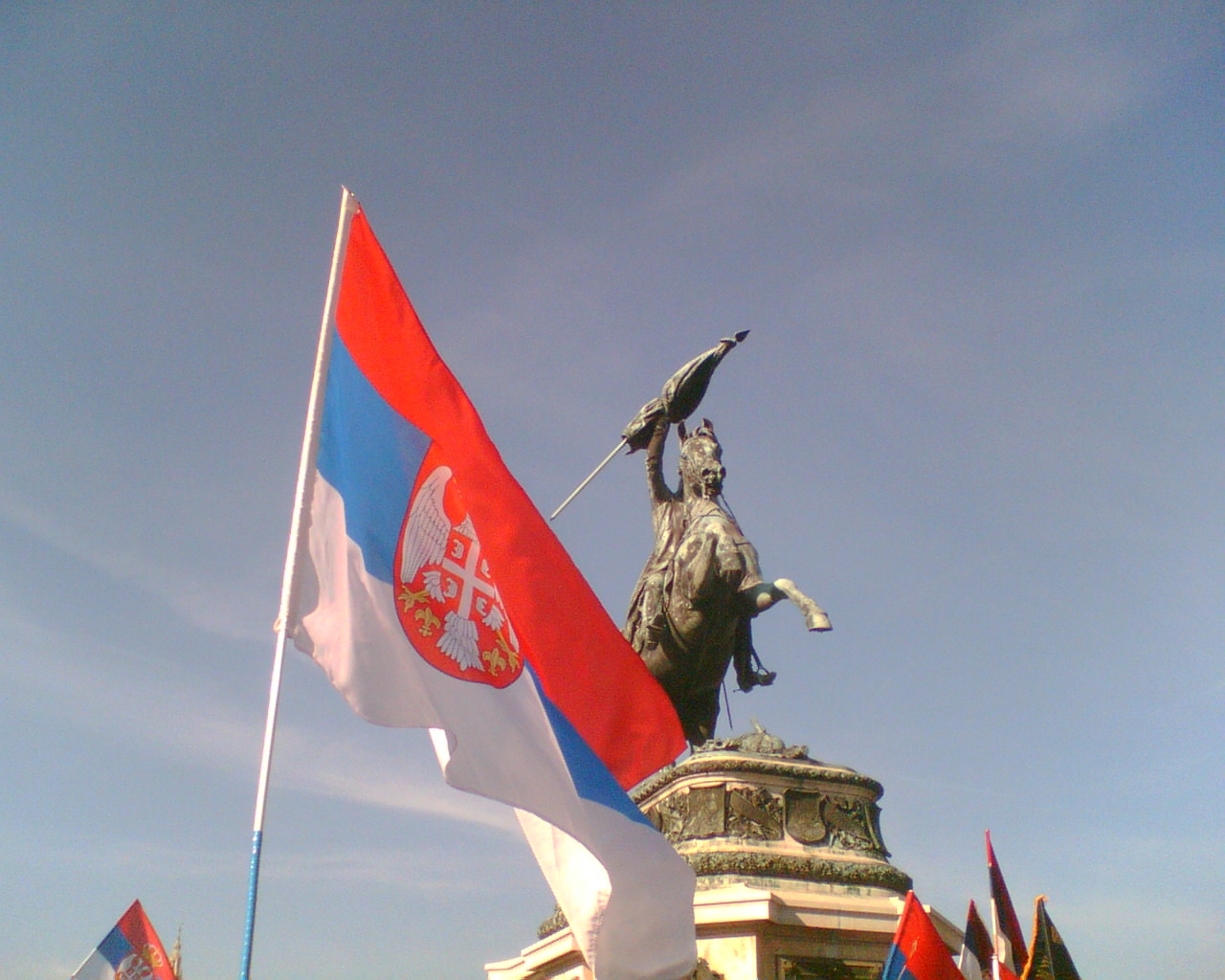
Demonstração de Kosovo je Srbija em Viena

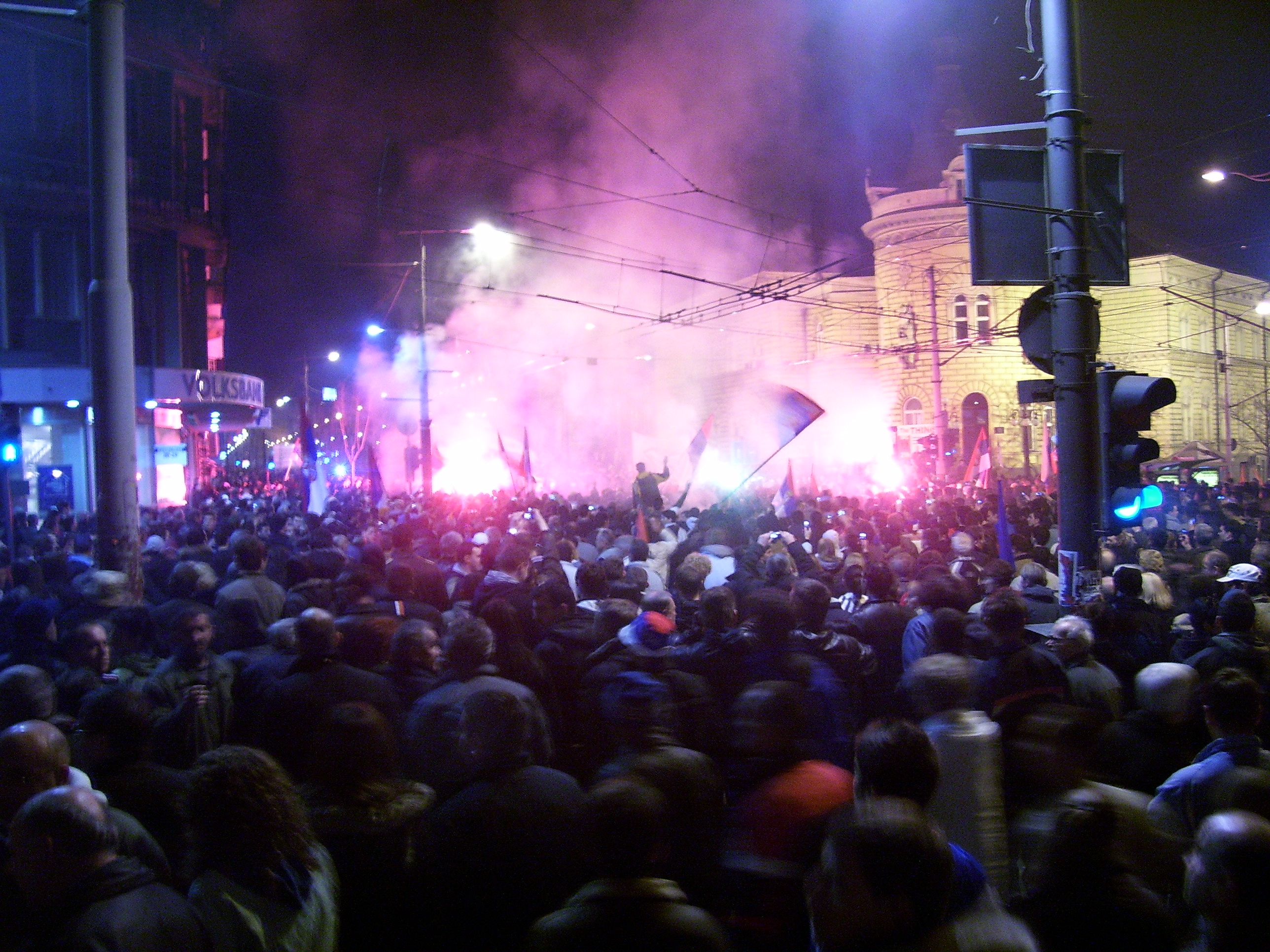
Protestos na Sérvia em 2008, no cruzamento a caminho da Catedral de São Sava, em 21 de fevereiro de 2008, em Belgrado

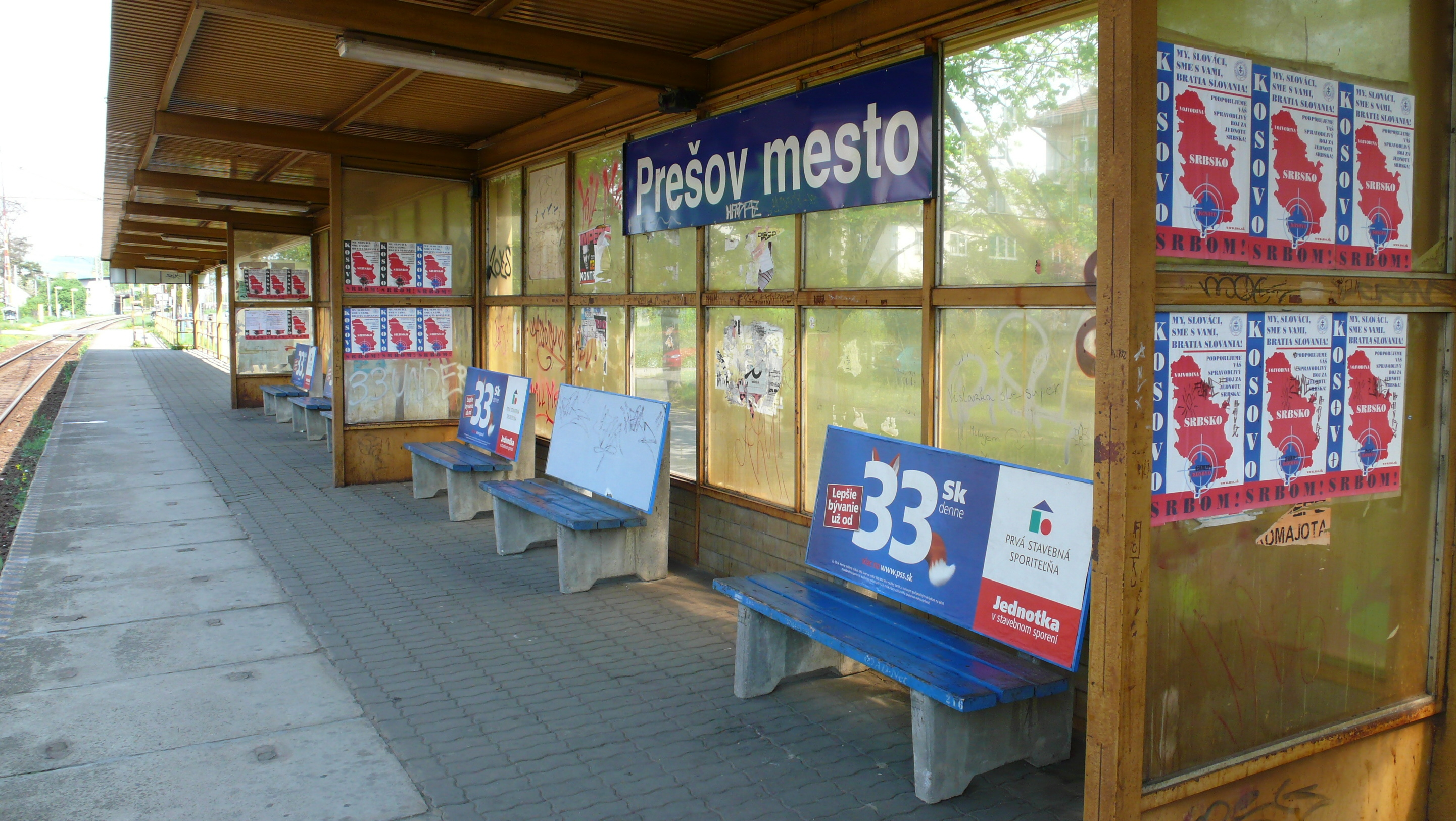
Cartazes de apoio ao Kosovo como parte da Sérvia na Paragem Ferroviária de Prešov, na Eslováquia

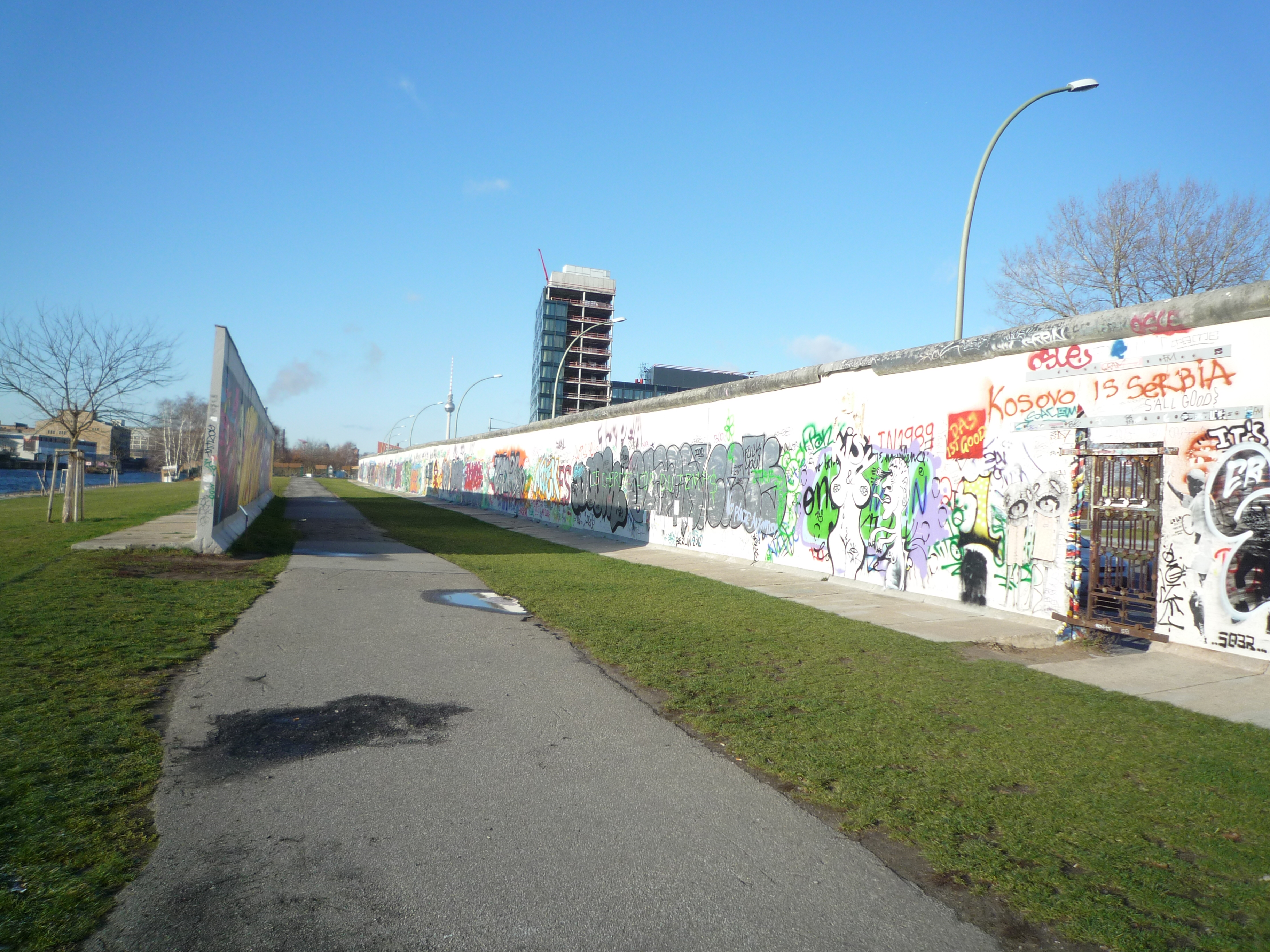
Graffiti Kosovo je Srbija no Muro de Berlim

Uma manifestação de Kosovo je Srbija organizada pelo governo sérvio foi realizada em 21 de fevereiro de 2008 em Belgrado, em frente ao Parlamento, com cerca de 200.000 a 500.000 pessoas presentes. A embaixada dos EUA foi incendiada por um pequeno grupo de manifestantes. Um pequeno protesto também ocorreu em Londres e 5.000 manifestantes protestaram em Kosovska Mitrovica no dia seguinte. A polícia do Kosovo ficou ferida durante um protesto de 150 veteranos de guerra em uma passagem da fronteira em 25 de fevereiro. Protestos violentos usando o slogan ocorreram em Montenegro depois que o governo reconheceu a independência do Kosovo em outubro de 2008.

## Usos notáveis
Em março de 2008, o nadador sérvio nascido nos Estados Unidos Milorad Čavić venceu o campeonato europeu nos 50 m borboleta, estabelecendo o novo recorde europeu, um resultado brevemente cancelado quando a Federação Europeia de Natação (LEN) desclassificou o nadador por usar uma camiseta na cerimônia de medalhas que dizia “Kosovo é Sérvia” em cirílico. Pouco depois, no entanto, a desqualificação foi anulada e seu recorde reintegrado. O tenista sérvio Novak Djokovic usou a frase.

## Campanha da mídia sérvia
Solidariedade - Kosovo é Sérvia (em sérvio:  Солидарност - Косово је Србија) é uma campanha da mídia sérvia lançada por Petar Petković nos meses finais da negociação sobre o Kosovo e organizada por 25 notáveis figuras públicas sérvias.